# Луцій Антістій Вет (консул 28 року)
Лу́цій Анті́стій Вет (лат. Lucius Antistius Vetus; ? — після 28) — політичний діяч ранньої Римської імперії, консул-суффект 28 року.

## Життєпис
Походив з роду нобілів Антістіїв. Син Гая Антістія Вета, консула 6 року до н. е.
Луцій Антістій не відіграв значущої ролі у Римській імперії часів імператорів Августа й Тіберія. Завжди їх підтримував, тому у 28 році став консулом-суффектом разом з Квінтом Юнієм Блезом. На цій посаді чогось суттєвого не зробив. Подальша доля його невідома.